# عبد المالك أشهبون
عبد المالك أشهبون (مواليد 1960)، هو كاتب وناقد مغربي متخصص في مجال «السرديات» (رواية/ قصة/ محكي عربي قديم…)، حاصل على دكتوراه في النقد العربي الحديث، أستاذ التعليم العالي (المركز الجهوي لمهن التربية والتعليم بمدينة فاس).

## الجوائز
- فاز عبد المالك أشهبون بجائزة كتارا للرواية العربية الدورة السادسة 2020 عن بحثه: “صورة “الأنا” و”الآخر” في مرايا روايات الهجرة”.[3]
- حائز على جائزة ناجي نعمان الأدبية بلبنان برسم 2004 (جائزة الاستحقاق).

## من مؤلفاته
- كتاب: «مختارات قصصية لعلي القاسمي» (2014).
- كتاب: «البداية والنهاية في الرواية العربية» (2013).
- كتاب: «زوايا ظليلة في روايات نجيب محفوظ» (2011).
- كتاب: «العنوان في الرواية العربية» (2011).
- كتاب: «الخطاب الافتتاحي في القرآن الكريم» (2011).
- كتاب: «الحساسية الجديدة في الرواية العربية» (2010).
- كتاب: «عتبات الكتابة في الرواية العربية» (2009).
- كتاب: «الرواية العربية من التأسيس إلى النص المفتوح» (2007).
- كتاب: «من خطاب السيرة المحدود إلى عوالم التخييل الذاتي الرحبة» (2007).
- كتاب: «آليات التجديد في الرواية العربية الجديدة» (2005).
- كتاب: «الحساسية الجديدة في الرواية العربية روايات إدوار الخراط نموذجاً».